# Mission Bay (Nouvelle-Zélande)
Pour les articles homonymes, voir Mission Bay.
Mission Bay est un faubourg, situé à 7 km à l'est du centre-ville, sur la rive sud du golfe de Hauraki.

## Situation
La plage de la banlieue est un lieu populaire, localisé le long de la Tamaki Drive (en).
Le secteur a aussi le siège d’une grande rangée de restaurants.
Mission Bay est localisée à 7 kilomètres à l'est du centre de la cité, sur la berge sud du mouillage de Waitematā Harbour, localisé entre la banlieue d'Orakei et celle de Kohimarama.
La baie couvre une surface de 1,08 km2 (ou 267 acres, soit environ les trois quarts de la distance entre les collines basses, entourant le reste du quartier, dont les pentes descendent vers la mer.

## Population
La banlieue de Mission bay a une population de 5 469 habitants lors du recensement de 2013 en Nouvelle-Zélande.

## Gouvernance locale
Le gouvernement local de Mission Bay est sous la responsabilité du Orakei Local Board (en), qui coouvre aussi les banlieues d'Orakei, Kohimarama, Saint Heliers, Glendowie, St Johns, Meadowbank, Remuera et Ellerslie.

## Histoire

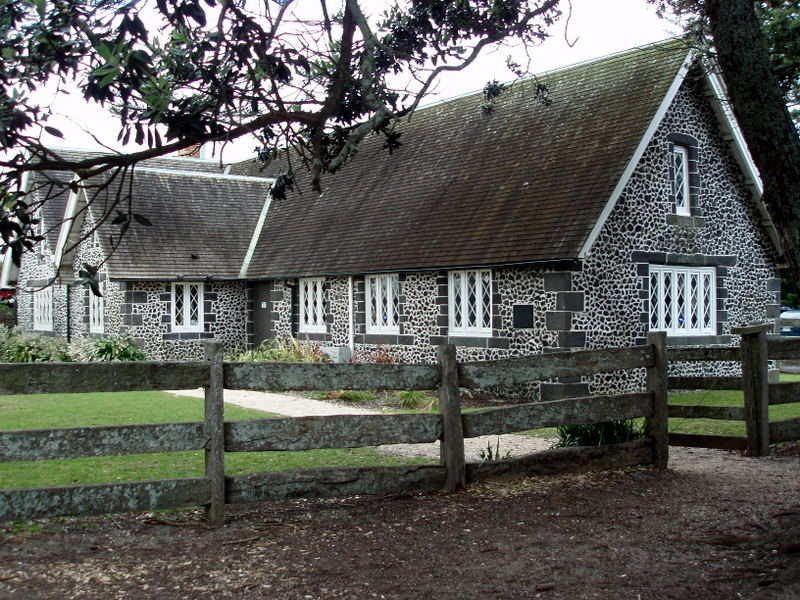
Bâtiment de la Mission au niveau de Selwyn Reserve.

Mission Bay siège sur trois parcelles de terre comprenant une partie du bloc de Kohimarama acheté à la Couronne au début des années 1840.
Cette zone a l'habitude d'être considérée sous le nom de Kohimarama, un nom maintenant donné pour les banlieues entourant la localité de Remuera.
La banlieue actuelle de Mission Bay tire son nom de la présence de la Mission de Mélanésie (en), qui fut établie par l'évêque anglican : George Augustus Selwyn au niveau de la baie à la fin des années 1840.
L'école correspondante était alors connue comme St Andrew's College, qui était une institution anglicane mise en place pour fournir une éducation chrétienne aux garçons d'origine mélanésienne.
Les pierres pour la construction, qui fut conçue par Reader Wood (en), à partir de 1858, furent des pierres volcaniques de type scories, extraites de carrières situées sur l'île volcanique de Rangitoto.
Durant l'hiver 1860, les bâtiments de la mission furent rétrocédés au Gouverneur de la Nouvelle-Zélande : le colonel Thomas Gore Browne, y organisa la Conférence historique de Kohimarama.
La conférence fut suivie par 200rangatira ou chefs héréditaires des happus provenant d'un grand nombre d'iwi de toute la Nouvelle-Zélande et avait pour but de convaincre les leaders Māoris de rejeter le Māori King Movement et de justifier l'entrée en guerre du Gouvernement dans le cadre de la première guerre de Taranaki (en), qui avait éclaté à propos d'une contestation concernant les transactions sur les terres.
La conférence dura un mois. Un grand nombre de thèmes furent discutés. Cela donna l'opportunité, en particulier aux Maoris du sud, d'obtenir d'autres explications sur la signification des termes du traité de Waitangi.
Au cours de la dernière semaine, Paora Tuarere (en) des Ngati Whatua (en) proposa que le traité pourrait être avalisé par la conférence comme une « ratification plus complète ».
Tuarere était l'un des principaux chefs, qui vendit des terres au gouvernement au niveau de l'isthme d'Auckland.
Les Maori affirmèrent alors que le traité ainsi rédigé assurait le gouvernement sur le fait que les Maoris pourraient d’une façon générale, supporter le gouvernement plutôt que le nouveau roi Maori.
Le kingite Wiremu Tamihana (en) participait à la conférence.
La Conférence de Kohimarama est dite avoir été unique, dans la mesure où ce fut la première fois que les Māoris eurent l'opportunité de porter un rūnanga (en) officiel avec les Pākehas, ce qui était un premier pas en direction de leur représentation dans le Gouvernement de la Nouvelle-Zélande.
À cette occasion, la Mission anglicane fut transférée dans l'île Norfolk en 1867, mais l’école St. Andrews Collège resta une institution éducative, servant d'école d'entraînement naval, d'école industrielle et d'institut pour l'enseignement des taches pratiques pour les garçons, négligées.
À partir de 1915 et jusqu'à la fin des années 1920, Walsh Brothers (en) localisèrent à cet endroit leur école de pilotage d’avions (en), et pendant de nombreuses années, ils utilisèrent la baie comme zone de mise à terre de leurs hydravions (en).
Il est prétendu que durant ce temps, ils entraînèrent au moins un tiers des pilotes de la Nouvelle-Zélande actifs durant la première Guerre Mondiale.
Alors, que Mission Bay était aussi connue sous le nom de Flying School Bay.
En 1928, le bâtiment de la mission devint un musée, mais fut trouvé peu adapté pour y présenter les objets.
Il fut donc pris en charge comme propriété du patrimoine par Heritage New Zealand en 1974 et le bâtiment de l'ancien St. Andrews College a depuis été loué comme restaurant.

## Paysages et éléments caractéristiques

### Bastion Point
Bastion Point (en) (ou Takaparawhau en langage Māori), est localisé sur l'extrémité nord de Mission Bay et avait une importance stratégique, tant pour les Māori que pour les Pākehās.
Il commande la vue sur l'entrée du mouillage de Waitemata Harbour, ce qui en faisait un site clé pour la défense du village Māori et plus tard de la cité d'Auckland.
Mission Bay et la banlieue voisine de Orakei attirèrent l'attention nationale en 1977, quand le mouvement de protestation Māori occupa les terres laissées vacantes au niveau de Bastion Point (en). Ces terres, qui avaient auparavant appartenu à l'iwi des Ngāti Whātua (en), avaient été acquises (peu cher) pour des travaux d'intérêts publics, de nombreuses décades auparavant et les membres de la tribu occupèrent les terres pendant 507 jours en demandant leur restitution.
Le site fut finalement largement restitué à cet iwi après cette longue occupation, mais pas entièrement sans effusion de sang.
L'occupation fut un évènement pivot dans le processus par lequel la Couronne rechercha à créer une brèche dans le traité de Waitangi.
Le tribunal de Waitangi fut établi en 1975, mais ne devint effectif qu’en 1985 pour prendre en compte les plaintes historiques, qui remontaient aussi loin dans le passé que l'année 1840.
Bastion Point est aussi la localisation de la tombe et du jardin du Mémorial élevé pour Michael Joseph Savage.
Il fut l'un des plus populaires premiers ministres de la Nouvelle-Zélande et est renommé comme étant l'architecte de l'état de « bien-être ».
Cet ensemble de style Art déco conçu par Tibor Donner (en) et Anthony Bartlett fut officiellement inauguré en mars 1943.

### Fontaine du mémorial Trevor Moss Davis

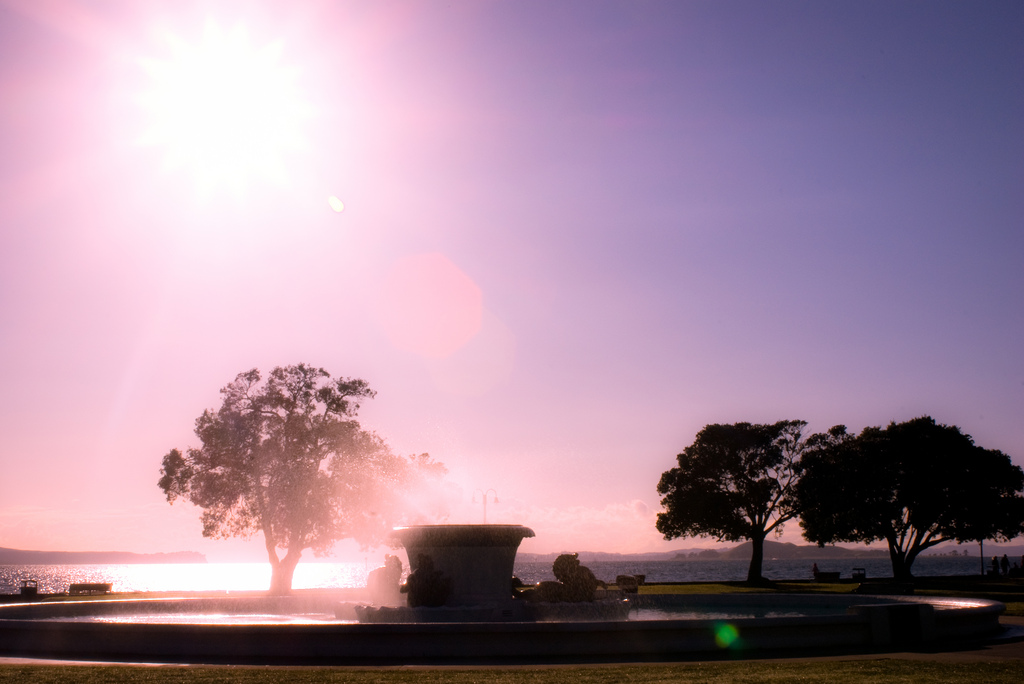
Fontaine du Mémorial Trevor Moss Davis.

Cette fontaine est la pièce centrale de la réserve de Mission Bay.
Trevor Moss Davis fut directeur d'une firme de liqueur d'Auckland nommée la Hancock and Company et mourut d'une attaque cardiaque soudaine en 1947 à l'âge de 45 ans.
Son père Eliot Davis, neveu de Sir Ernest Davis (en), maire d'Auckland à partir de 1935 et jusqu' en 1945, fit don d'une fontaine mémorial à la banlieue de Mission Bay pour garder vivante la mémoire de son descendant.
La fontaine fut conçue par l'architecte George Tole et crée par Richard Gross, elle est construite en marbre de Sicile couverte de cannelure pour attraper la lumière et décorée avec trois monstres marins en bronze crachant de l'eau.
Le mémorial est un élément du paysage caractéristique du front de mer de la cité d’Auckland, lançant régulièrement des jets d'eau à une hauteur de 12 m (40 ft) dans l'air et accompagnées la nuit de jolies lumières caractéristiques.
Durant l'été les jeunes enfants ont l'habitude de venir patauger dans le bassin.

### Parcs

#### Selwyn Reserve
C'est un espace vert ouvert situé entre Tamaki Drive (en) et la plage de Mission Bay Beach, à laquelle on fait souvent référence comme Mission Bay Reserve.
Elle est dénommée d'après le premier évêque Anglican de Nouvelle-Zélande, George Augustus Selwyn.
La réserve et la plage dans son ensemble, sont l'un des lieux les plus réputés du front de mer de la cité d'Auckland.
Durant les mois d'été, la réserve abrite des évènements de musique, d'arts et de sports.

#### Kepa Bush Reserve
En plus de la proéminence de Mission Bay comme ressource de plage, la banlieue est le siège de la Kepa Bush Reserve, située sur la berge de la Creek Purewa, qui s'écoule en arrière de Orakei Basin (en) dans Hobson Bay.
La réserve est une poche de bush natif, très animée par la vie sauvage durant le jour et serein avec des vers luisants dans le ravin près de l'entrée principale pendant la nuit.
La réserve honore la mémoire de Te Keepa Te Rangihiwinui, un commandant de 400 militaires Māoris, alliés des forces du gouvernement durant les guerres maories.
Il est connu comme 'Te Keepa', 'Major Keepa' ou 'Major Kemp'. Durant la guerre des terres de 1860, il se battit pour les forces du gouvernement contre Te Kooti et Titokowaru.

## Éducation
Les écoles secondaires locales sont collège Selwyn (en), et collège de Glendowie (en).

## Galerie

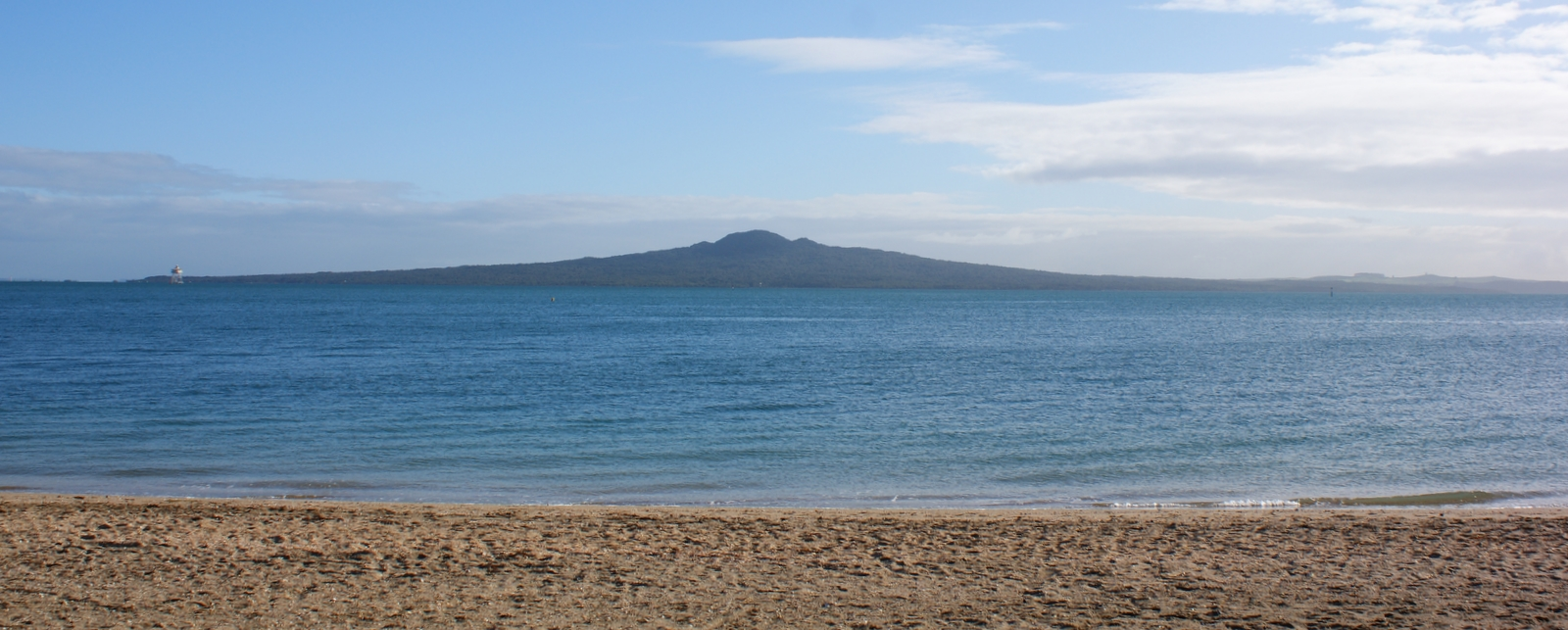
Vue de l'Île de Rangitoto à partir de Mission Bay.
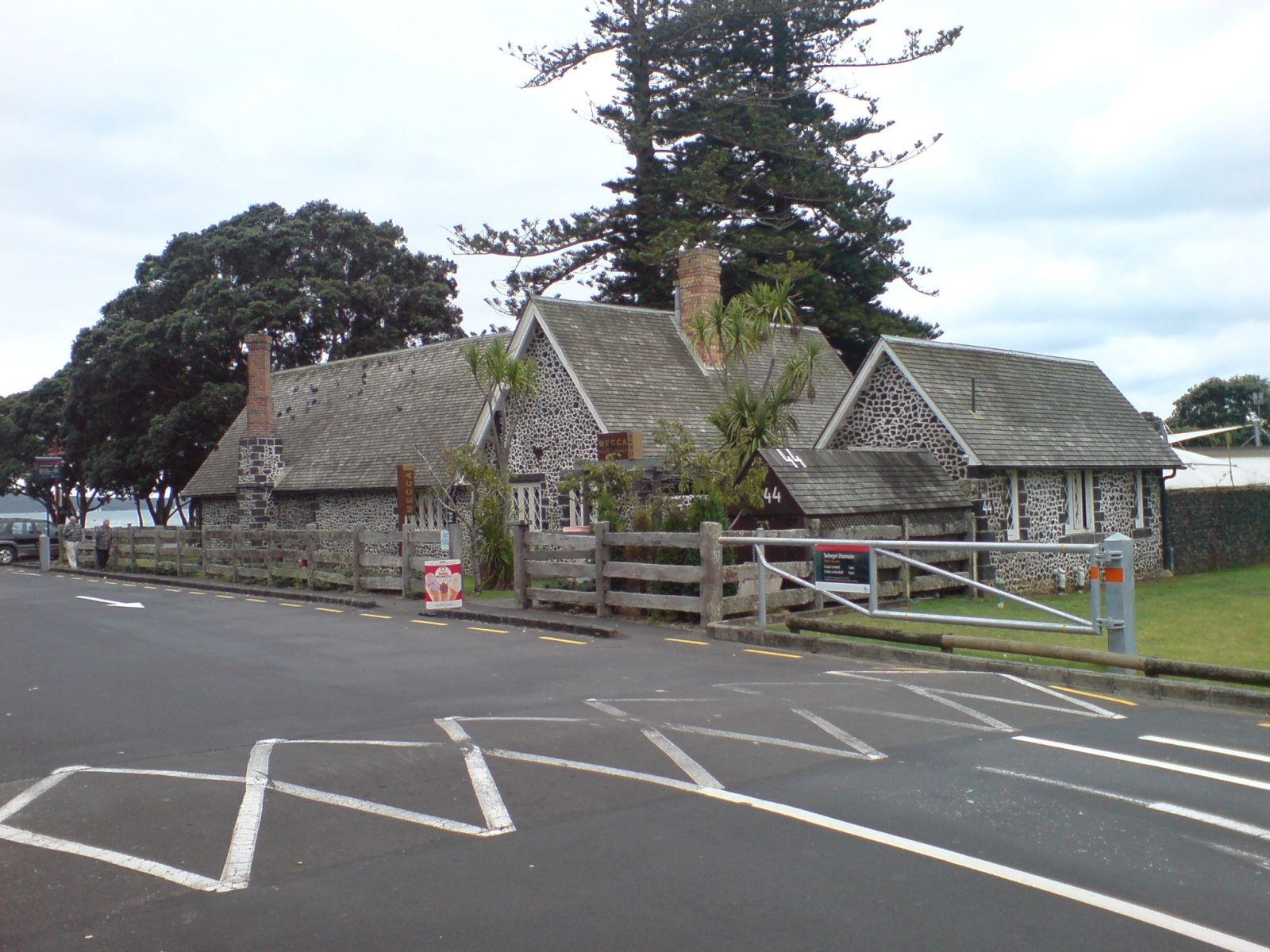
Maison de la mission Mélanésienne
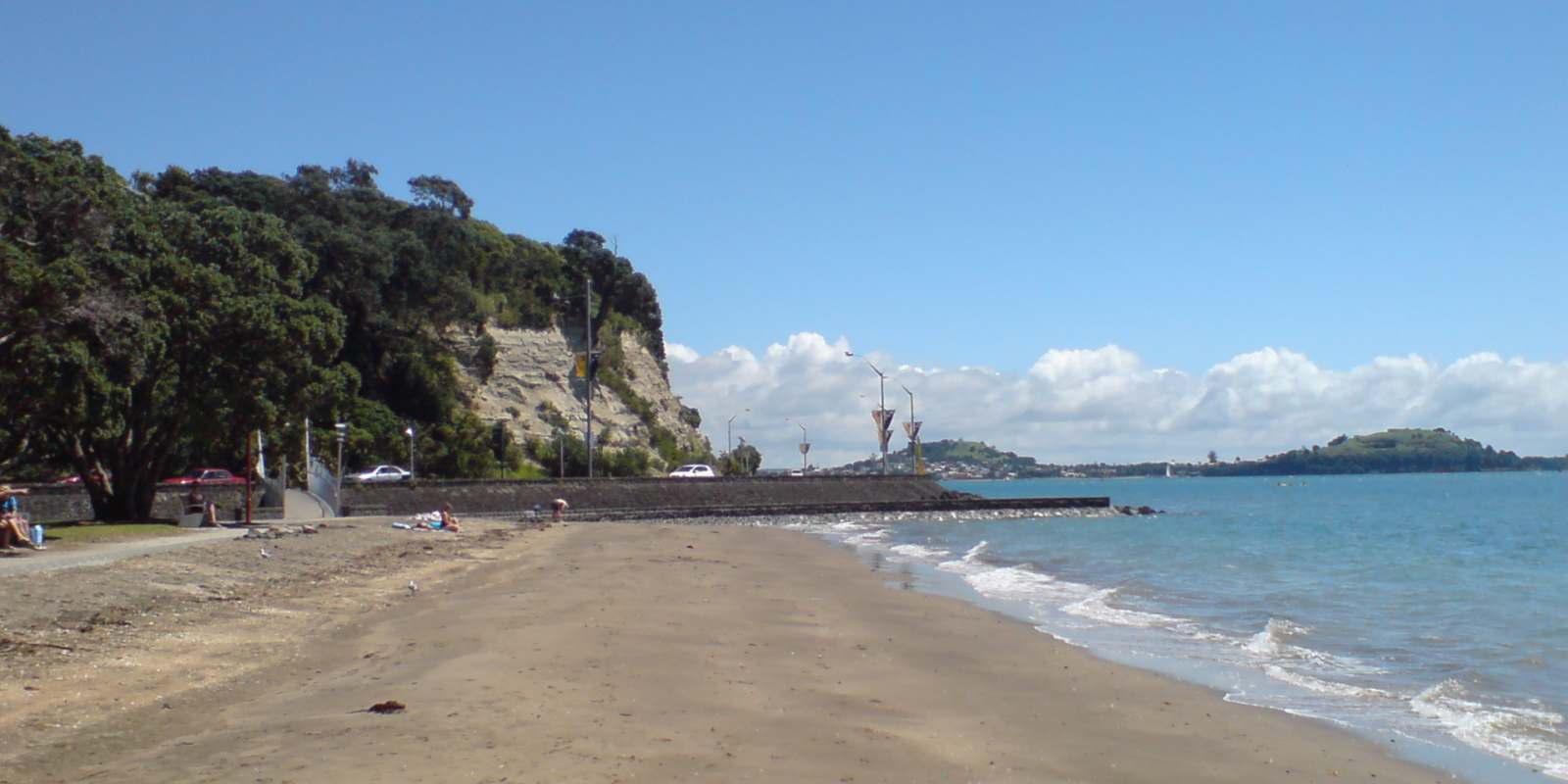
Vue de la plage de Mission Bay en regardant vers l'ouest.
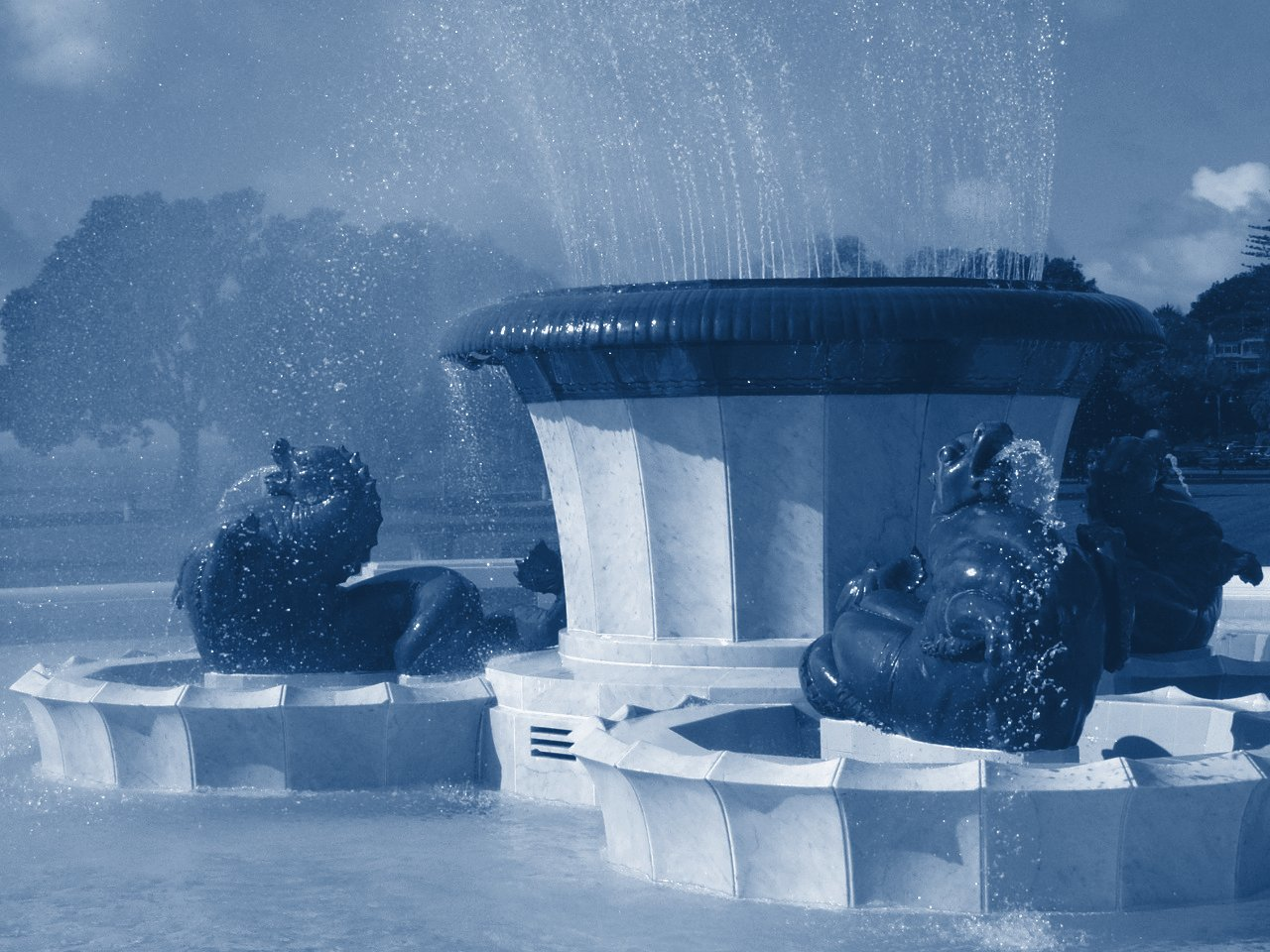
Fontaine de Mission Bay.

## Autres lectures
- (en) Colonial Architecture In New Zealand. John Stacpoole. A.H & A.W Reed 1976
- (en) Decently And In Order, The Centennial History of the Auckland City Council. G.W.A Bush. Collins 1971.